# Tiro con l'arco ai Giochi della III Olimpiade
Le competizioni di tiro con l'arco ai Giochi della III Olimpiade furono 6 eventi, 3 riservati agli uomini e 3 alle donne. Le gare si svolsero il 19 settembre 1904 presso il Francis Field della Washington University di Saint Louis e vi presero parte 29 atleti, tutti provenienti dagli Stati Uniti.

## Risultati
| Evento                                | Oro                                                                 | Argento                                                                  | Bronzo                                                               |
| York doppio maschile (dettagli)       | Phil Bryant                                                         | Robert Williams                                                          | Will Thompson                                                        |
| Doppio Americano maschile (dettagli)  | Phil Bryant                                                         | Robert Williams                                                          | Will Thompson                                                        |
| Gara a squadre maschile (dettagli)    | Stati Uniti Will Thompson Robert Williams Louis Maxson G.C. Spencer | Stati Uniti Charles Woodruff William Clark Charles Hubbard Samuel Duvall | Stati Uniti Phil Bryant Wallace Bryant Cyrus Dallin Henry Richardson |
| Nazionale doppio femminile (dettagli) | Lida Howell                                                         | Emma Cooke                                                               | Eliza Pollock                                                        |
| Columbia doppio femminile (dettagli)  | Lida Howell                                                         | Emma Cooke                                                               | Eliza Pollock                                                        |
| Gara a squadre femminile (dettagli)   | Stati Uniti Lida Howell Eliza Pollock Emily Woodruff Leonie Taylor  | Non assegnato                                                            | Non assegnato                                                        |

## Medagliere
| Posizione | Paese       |   |   |   | Totale |
| --------- | ----------- | - | - | - | ------ |
| 1         | Stati Uniti | 6 | 6 | 5 | 17     |
| Totale    | Totale      | 6 | 6 | 5 | 17     |